# Withius gracilipalpus
Withius gracilipalpus är en spindeldjursart som beskrevs av Volker Mahnert 1988. Withius gracilipalpus ingår i släktet Withius och familjen Withiidae. Inga underarter finns listade i Catalogue of Life.